# Jean-François Richet
Jean-François Richet (Parigi, 2 luglio 1966) è un regista e sceneggiatore francese.

## Biografia
Esordisce alla regia con il film État des lieux (1995), che viene candidato al Premio César per la migliore opera prima e vince il Premio Cyril Collard. Il successivo Ma 6-T va crack-er (1997), sulla rivolta delle banlieues, va oltre il celebrato L'odio (1995) di Mathieu Kassovitz, raccontando il disagio e la rabbia dall'interno, in modo più istintivo e meno programmatico.
Il film è presentato nella Quinzaine des Réalisateurs al Festival di Cannes 1997.
Nel 2005 tenta l'avventura americana, realizzando il remake di Distretto 13 - Le brigate della morte (1976) di John Carpenter, Assault on Precinct 13. Nel 2008 realizza un ambizioso progetto sulla vita del gangster Jacques Mesrine, il dittico Nemico pubblico N. 1 - L'istinto di morte e Nemico pubblico N. 1 - L'ora della fuga, con Vincent Cassel nel ruolo del protagonista, che gli vale il Premio César per il miglior regista.

## Riconoscimenti
- Premi César 2009: miglior regista – Nemico pubblico N. 1 - L'istinto di morte / Nemico pubblico N. 1 - L'ora della fuga (2008)

## Filmografia
- État des lieux (1995)
- Ma 6-T va crack-er (1997)
- De l'amour (2001)
- Assault on Precinct 13 (Assault on Precinct 13) (2005)
- Nemico pubblico N. 1 - L'istinto di morte (Mesrine: L'instinct de mort) (2008)
- Nemico pubblico N. 1 - L'ora della fuga (Mesrine: L'ennemi public n° 1) (2008)
- Un momento di follia (Un moment d'égarement) (2015)
- Blood Father (2016)
- L'imperatore di Parigi (L'empereur de Paris) (2018)
- The Plane (Plane) (2023)